# 에드워드 빅터 애플턴
에드워드 빅터 애플턴 경(Sir Edward Victor Appleton, GBE, KCB, FRS, 1892년 9월 6일 ~ 1965년 4월 21일)은 영국의 물리학자이다. 케임브리지 대학교를 졸업한 후 킹스 칼리지 런던과 케임브리지 대학교의 교수를 지내고 에든버러 대학교의 학장을 지냈다. 1926년 케널리헤비사이드 층보다 높은 곳에 전리층이 있음을 확인하고 이를 '애플턴 층'이라 하였다. 이 연구로 레이다의 발달에 이바지하였으며, 1927년 왕립학회 회원이 되었다. 전파와 전리층을 연구한 공로로 1947년 노벨 물리학상을 받았다.

## 서훈
- 1941년 바스 훈장 2등급(KCB, 작위급 훈장)[1]
- 1946년 대영 제국 훈장 1등급(GBE, 작위급 훈장)[2]

## 참고 문헌